# デンドロビウム・ファーメリ

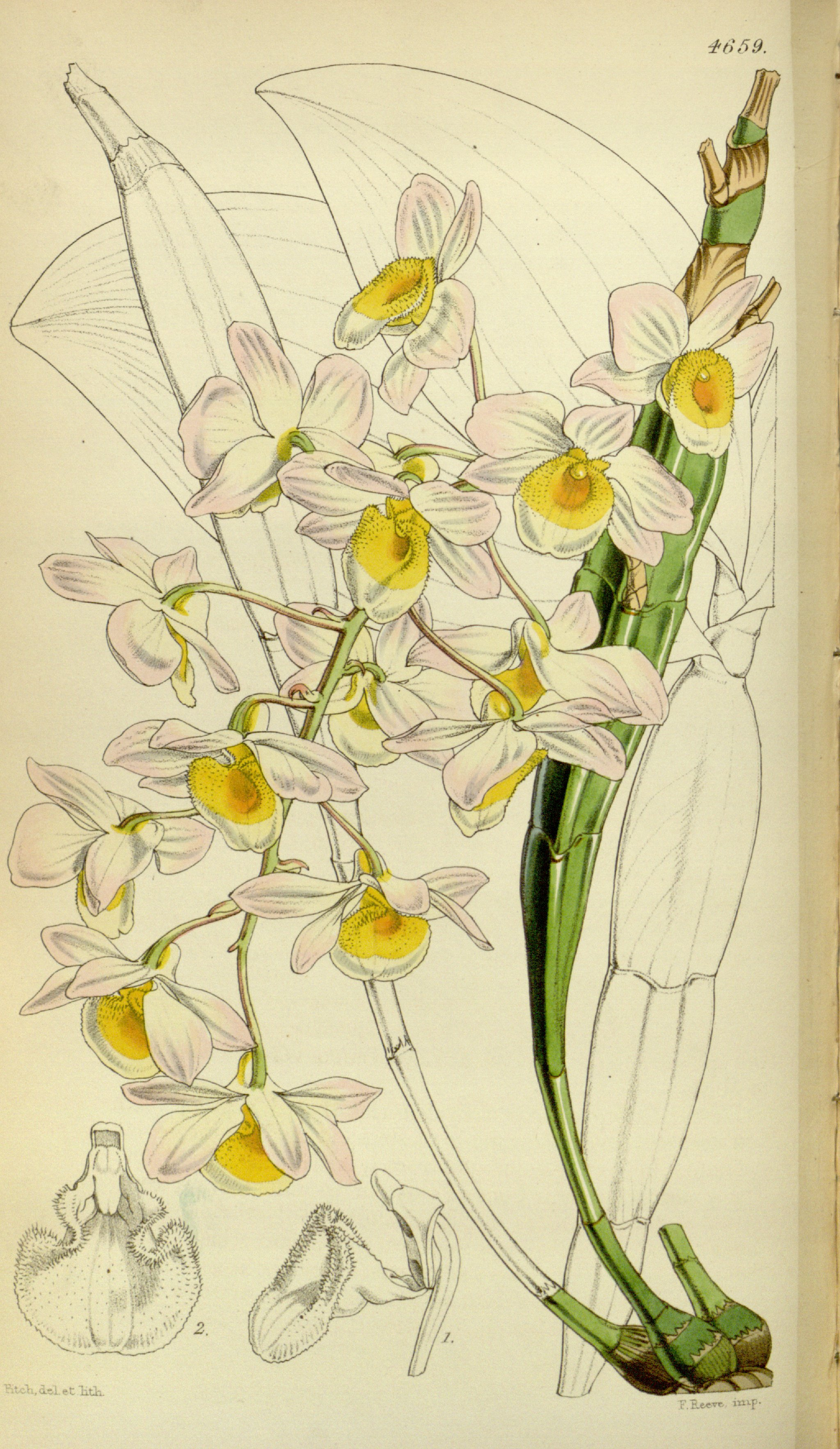
図版

デンドロビウム・ファーメリ Dendrobium farmeri Paxit. は、ラン科セッコク属の植物の一つ。カリスタ系デンドロビウムの代表的な種である。ピンクと黄色の花を多数房状につける。

## 特徴
常緑性の多年生草本で着生植物。偽球茎は高さ20-30cmで、基部は細く、先端近くの三節のみが大きく膨らんでいる。また、非常に固くて緑色、つやがあって断面は菱形。葉は茎の先端近くから接近して3-4枚だけ出る。葉はこの類では薄いが硬くて革質、幅が広くて卵形から披針形で、長さ8-18cm、幅は3.5-6cm。
開花期は春から初夏。花茎は先端近く、葉の付け根から伸び、長さは20-25cmで、十数個から多い場合は三十個以上の花をつける。花茎は途中で弓状に曲がり、垂れ下がって花をつける。花は比較的密集して付く。花は径5cmほどで、萼片と側花弁は先端から淡い藤色に染まり、時に全体に白。唇弁は中心部から黄色で、縁は白。
種小名は人名に由来する。

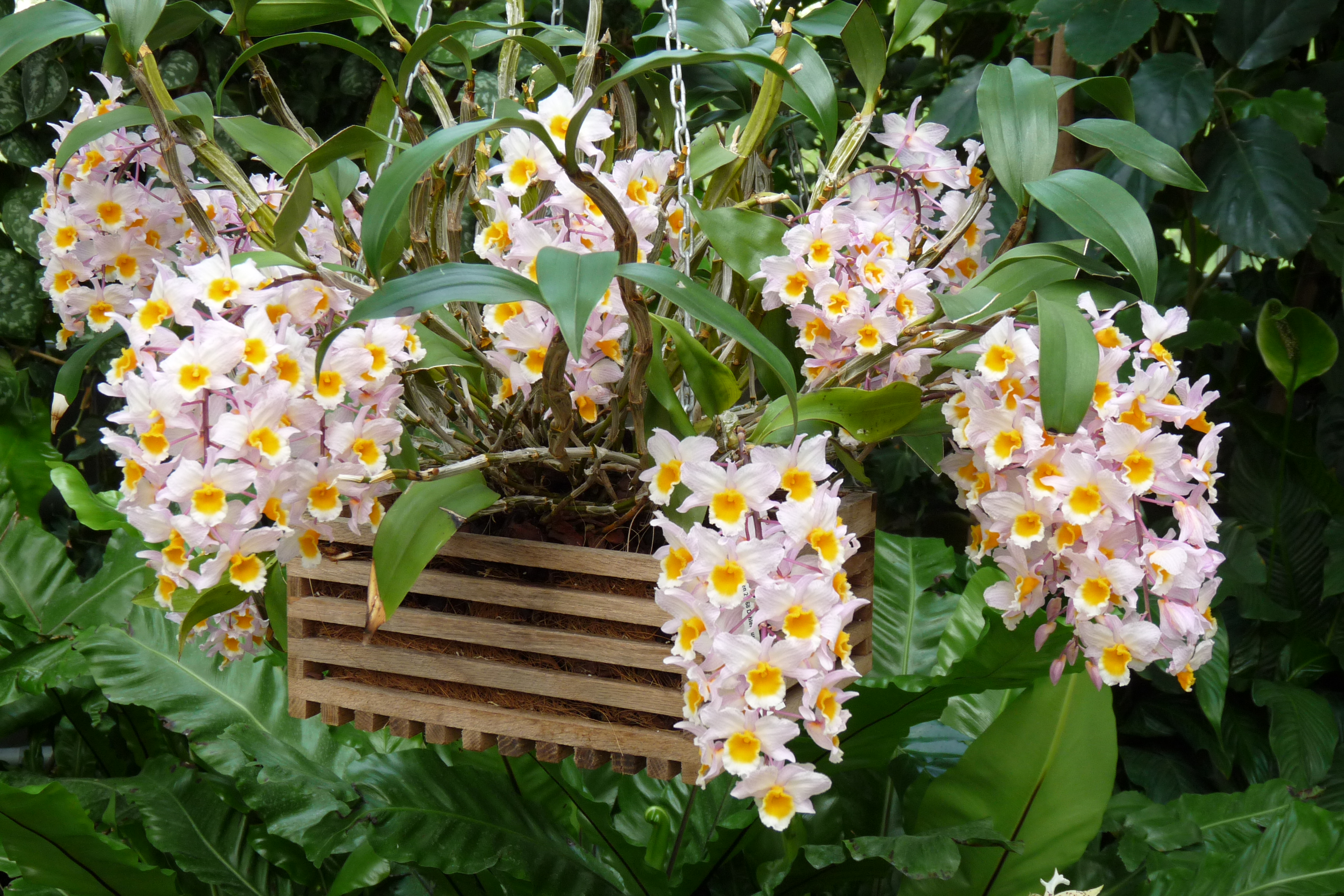
全体の様子
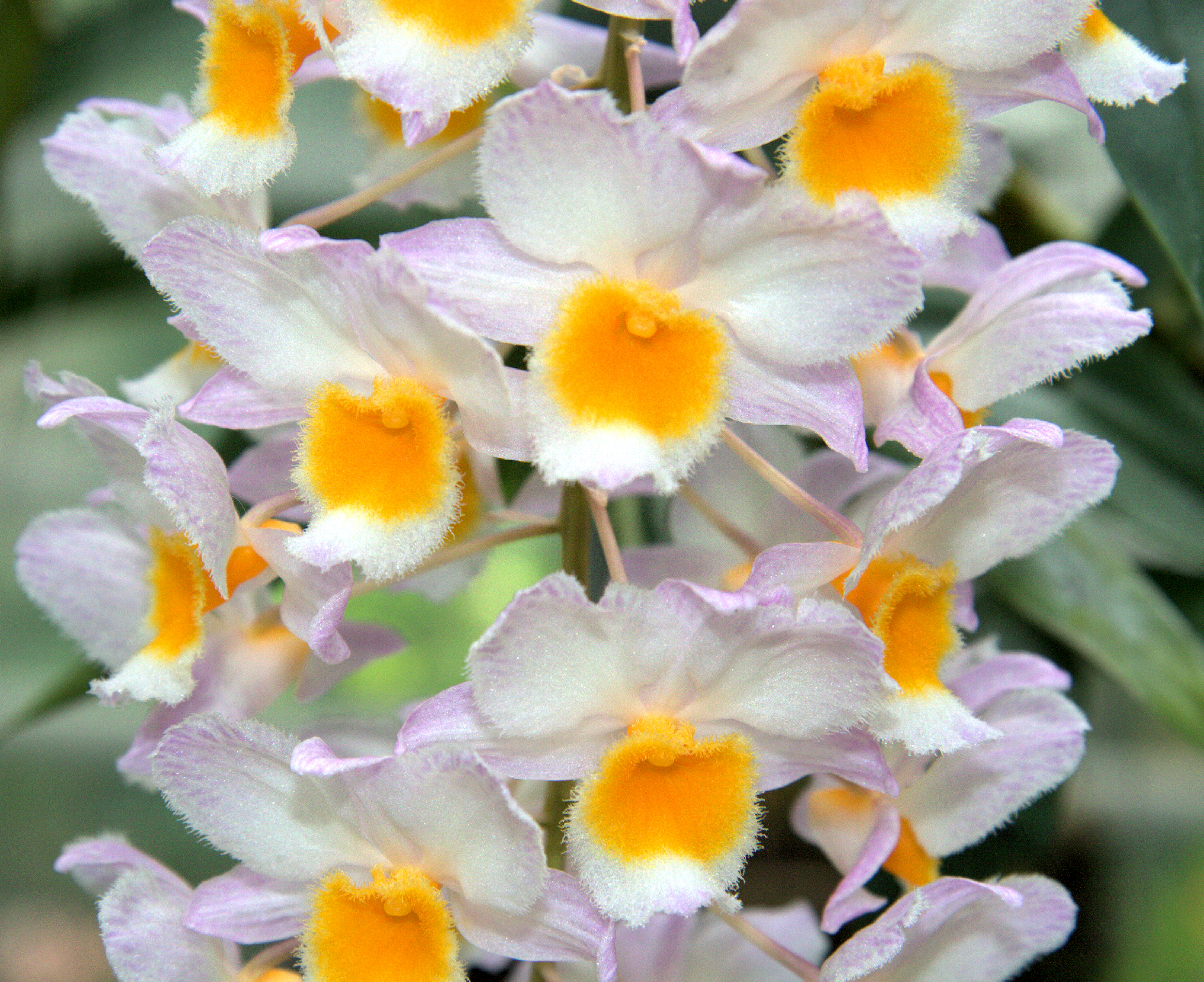
花の拡大像

## 分布と生育環境
シッキムからダージリン、ネパール、ブータン、アッサム、ビルマからタイにかけて広く分布している。Khasia Hills においては標高300mから1000mの地域に見られる。

## 分類・類似種など
本種はカリスタ節に含められる。

## 利用
洋ランの一つとして観賞用に栽培される。デンドロビウムの中ではいわゆるカリスタ系に分類され、その代表的なものの一つである。この類は比較的開花期間が短い中、本種は花持ちがよく、約1ヶ月は開花している。
ただし開花させるには注意が必要で、まず秋に野外でしっかり低温に曝した後、屋内に取り込んだ後に一定期間水遣りを止め、乾燥に曝さねばならない。
なお、本種は鑑賞価値の高さから採取が進められ、原産地域では絶滅が危惧されている。